# Dicranomyia pudicoides
Dicranomyia pudicoides är en tvåvingeart som först beskrevs av Alexander 1930.  Dicranomyia pudicoides ingår i släktet Dicranomyia och familjen småharkrankar. Inga underarter finns listade i Catalogue of Life.